# 배영식
배영식(裵英植, 1949년 3월 15일 ~ )은 대한민국의 공무원이었고, 제18대 국회의원을 지냈다.

## 학력
- 월항초등학교 졸업
- 성주중학교 졸업
- 경북고등학교 졸업
- 1974년 성균관대학교 법학 학사
- 1986년 ~ 1987년 오리건 대학교 대학원 경제학 석사

## 경력
- 1973년 3월 제13회 행정고시 합격
- 1978년 ~ 1983년 경제기획원 물가정책국, 공정거래실 사무관
- 1984년 ~ 1990년 경제기획원 심사평가국 심사분석3과 과장, 투자기관2과 과장
- 경제기획원 심사평가국 투자기관1과 과장
- 경제기획원 물가정책국 조정과 과장, 수급계획과 과장
- 1990년 ~ 1992년 중소문제연구소 파견근무
- 1992년 ~ 1993년 경제기획원 공정거래실 조사1과 과장
- 1993년 경제기획원 기획예산담당관
- 1993년 경제기획원 총무과 과장
- 1994년 ~ 2001년 경제기획원 대외경제심의관
- 1994년 경제기획원 공보관
- 1994년 재정경제원 공보관
- 1995년 ~ 1998년 주영국 대사관 재정경제관
- 1998년 재정경제부 경제홍보센터 소장
- 재정경제부 감사관
- 1999년 6월 ~ 2001년 3월 재정경제부 경제협력국 국장
- 2001년 4월 ~ 2002년 5월 재정경제부 기획관리실 실장
- 2002년 6월 28일 ~ 2005년 6월 27일 제15대 신용보증기금 이사장
- 2005년 2월 ~ 2008년 3월 한국기업데이터(KED) 대표이사 사장
- 2007년 한나라당 중앙선거대책위원회 원내대책회의 규제개혁위원회 위원
- 2008년 한나라당 4.9총선공약 개발, 검토위원
- 2008년 5월 제18대 한나라당 국회의원(대구 중구·남구)
- 2008년 ~ 2012년 국회 기획재정위원회 의원
- 2009년 ~ 2010년 한나라당 제3정책조정위원회 부위원장
- 2009년 ~ 2010년 한나라당 인재영입위원회 위원
- 2009년 ~ 2010년 한나라당 대구시당 부위원장
- 2010년 ~ 2012년 국회 정무위원회 위원
- 2011년 ~ 2011년 한나라당 7.4 전당대회 선거관리위원회 위원
- 2011년 6월 국회 예산결산특별위원회 계수조정소위원회 위원
- 2011년 7월 ~ 2011년 12월 한나라당 대표최고위원 경제정책특보
- 2012년 9월 제18대 대선 새누리당 국민행복추진위 경제민주화 추진위원

## 수상
- 2011년  국정감사 NGO 모니터단 선정 국정감사 우수의원
- 2010년  중소기업중앙회 올해의 중소기업 지원 우수의원
- 2010년  제2회 매니페스토 약속대상 우수상
- 2010년  제2회 매니페스토 약속대상 우수상
- 2007년  21세기 경영인클럽 21세기 관리부문 경영대상
- 2004년  한국능률협회 국제표준 경영시스템 최고경영자상
- 2002년  대통령 표창
- 1983년  근정포상

## 역대 선거 결과
|  | 48.1% |

|  | 0% |